# Le Manoir, Eure
 Le Manoir  là một xã thuộc tỉnh Eure trong vùng Normandie miền bắc nước Pháp.